# Марија Барбал
Марија Барбал (Тремп, 17. септембар 1949) је каталонска и шпанска књижевница. Студирала је на Централном Универзитету у Барселони и сада ради као наставник у средњој школи. Постала је позната по свом роману Камен из Одрона из 1985. године, за који је добила награде Joaquim Ruyra и Joan Crexells. Последњих година је задобила читалачку публику изван Шпаније и Каталоније и добила је своје место у немачкој и француској књижевности. Њене књиге преведене су на све веће европске језике.

## Биографија
Марија Барбал је рођена 17. септембра 1949. године у Тремпу у Каталонији, због чега је добила надимак Тремполина. Родитељи су јој обезбедили добро образовање, тако да је се школовала прво у Тремпу, а затим у Барселони. Детињство је проводила у родном Тремпу, где је са братом, као и осталом децом највише волела да се купа у вештачком језеру Сант Антони. Лета је проводила код своје куме, где је помагала у сезонским пословима жетве, везивања снопова и чувања стоке. У Барселону је се преселила 1964. године и често истиче да је за њу то била културна миграција. У тим годинама је почела да пише своје прве стихове, који су остали сачувани у њеним дневницима. После завршене средње школе уписала је Хиспанску филологију на Централном Универзитету и након дипломирања кренула да ради у просвети.

## Књижевни рад
Склоност ка писању наследила је од оца, чија њубав према земљи, људима, анегдотама и речима ју је подстакла да крене да пише. Када је ишла на пут са колегама са Института Монсерат у Кастиљу, отац јој је рекао да напише извештај о томе. Ипак, свој први озбиљан рад је објавила 1985. године и овај кратак роман Камен из одрона је изненадио и критичаре и читаоце због своје огромне лепоте и имплицитне поезије коју садржи и стила садржаја који влада у њему. Главна јунакиња је Конћа, која са ретроспективном визијом говори о свом животу у три доба: детињство, младост и старост. У позадини су догађаји у Републици, Шпански грађански рат и касније диктатура Франциска Франка. Конћа ће упознати љубав, илузију, усамљеност, али и неправду и бол. Под таквим социо-економским факторима ће бити присиљена да оде да живи у Барселони, поистовећујући се са каменом из одрона. Дела која следе су La mort de Teresa 1986. године и два романа: Mel i Metzines и Camfora. Радња ових дела се одиграва у Паларсу али и приказује атмосферу Барселоне. Приказујући положај два града приказује управо напуштене градове у Пиринејима. Овај мотив је коришћен касније и у делу Camins de quetud 2001. године. У делу Ulleres de sol 1994. године приказује контраст различитих светова и различитих атмосфера. Истините чињенице као мотиве користи у делима Escrivia cartes al cel 1996. и у свом последњем роману Emma 2008. У првом делу говори о киднаповању у вртићу на периферији Париза 1993. године и ту користи различите наративне изворе као што су лична писма, писма уреднику новина и новински чланци. Друго дело говори о спаљивању просјака, и тај догађај користи за конструкцију лика Еме, супруге важног човека у политичкој сфери. У Pais intim прави наративну нит, која је започета у делу Камен из одрона и која се развија даље у континуитету али са скоком у генерацијама.
Писање јој омогућава да буде оно што није и да ради оно што не ради, и кроз дела говори оно за шта нема слободу да каже.

## Дела

### Романи
- 1985 Pedra de tartera
- 1990 Mel i Metzines
- 1992 Camfora
- 1996 Escrivia cartes al cel
- 1999 Carrer Bolivia
- 2002 Cicle de Pallars
- 2003 Bella edat
- 2005 Pais intim

### Проза
- 2001 Camins de quietud: Un recorergut literari per pobles abandonats del Pirineu

#### Кратке приче
- 1986 La mort de Teresa
- 1994 Ulleres de sol
- 1998 Bari

#### Приче за децу
- 1991 Pampllugues
- 1992 Des la gàbia
- 1995 Espaguetti Miu